# Репозитарій
Репозитарій або репозиторій — центральне місце, в якому зберігається і підтримується сукупність даних в організованому вигляді, як правило, в комп'ютерній пам'яті. Найчастіше дані в репозитарії зберігаються у вигляді файлів, доступних для подальшого поширення мережею.
Зазвичай репозитарій надає доступ до дисертацій, монографій, наукових видань та праць науковців, навчально-методичних матеріалів, патентів та кваліфікаційних робіт студентів.
Приклади:
- Philosophy Documentation Center — ресурс, який забезпечує доступ до наукових матеріалів з прикладної етики, філософії, релігієзнавства та суміжних дисциплін.
- Астрофізична інформаційна система НАСА — репозитарій публікацій з астрофізичної тематики, один з найбільших репозитаріїв світу.
- Національний репозитарій академічних текстів[1].

Репозитарії програмного забезпечення містять добірки пакетів програм з однієї або кількох тематик. Приклади:
- GitLab
- GitHub
- Bitbucket